# Okręg wyborczy Mid Bedfordshire
Okręg wyborczy Mid Bedfordshire powstał w 1918 r. i wysyła do brytyjskiej Izby Gmin jednego deputowanego. Okręg obejmuje środkową część hrabstwa Bedfordshire.

## Deputowani do brytyjskiej Izby Gmin z okręgu Mid Bedfordshire
- 1918–1922: Maximilian Gouvan Townley(inne języki), Partia Konserwatywna
- 1922–1924: Frederick Linfield(inne języki), Partia Liberalna
- 1924–1929: William Warner, Partia Konserwatywna
- 1929–1931: Milner Gray(inne języki), Partia Liberalna
- 1931–1960: Alan Lennox-Boyd, Partia Konserwatywna
- 1960–1983: Stephen Hastings(inne języki), Partia Konserwatywna
- 1983–1997: Nicholas Lyell(inne języki), Partia Konserwatywna
- 1997–2005: Jonathan Sayeed(inne języki), Partia Konserwatywna
- 2005–2023: Nadine Dorries, Partia Konserwatywna
- 2023–2024: Alistair Strathern(inne języki), Partia Pracy
- 2024– : Blake Stephenson(inne języki), Partia Konserwatywna